# 요우카하이넨

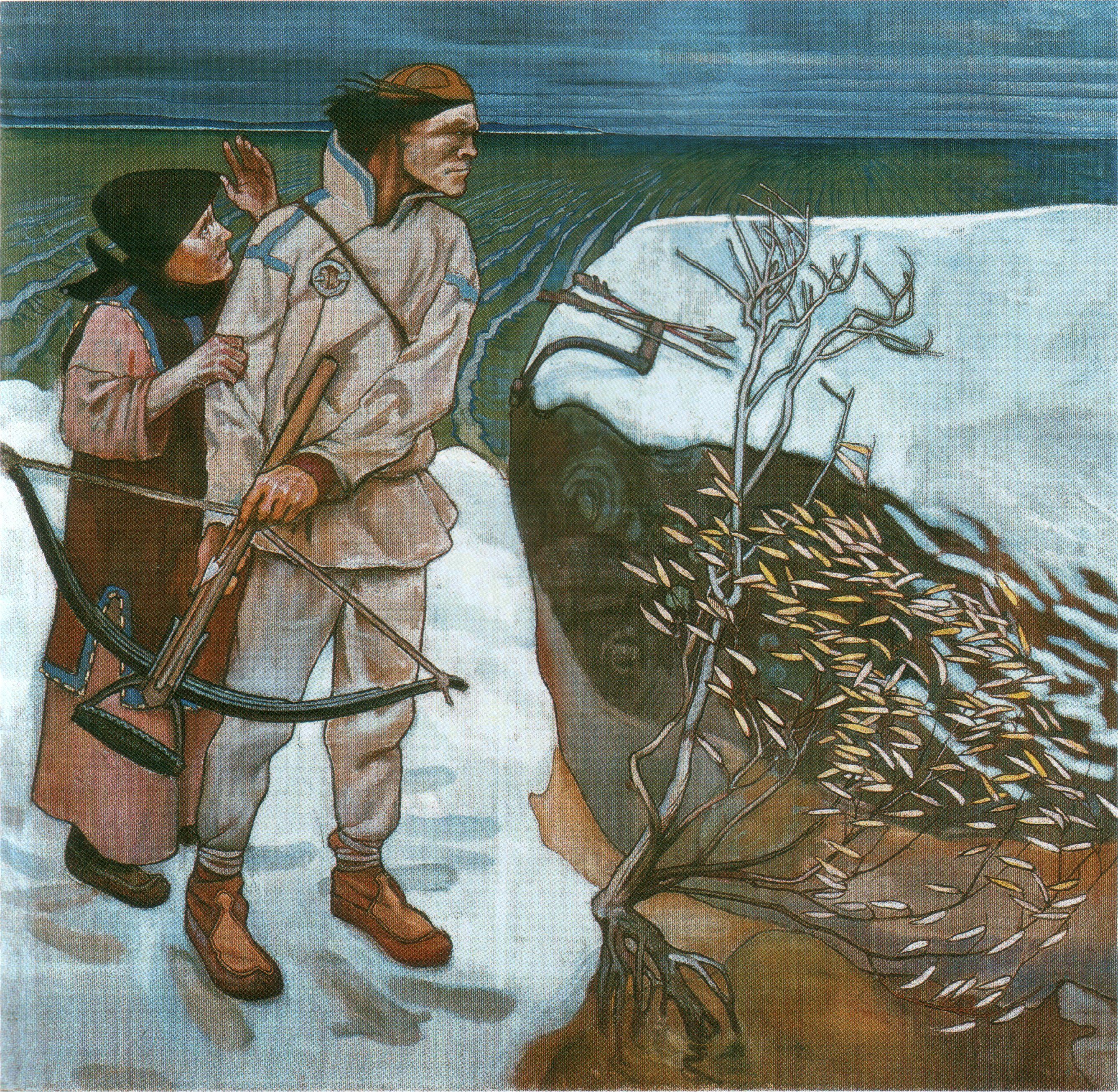
배이내뫼이넨을 쏘려는 요우카하이넨.

요우카하이넨(핀란드어: Joukahainen [ˈjoukɑhɑinen][*])은 핀란드의 국민서사시 칼레발라의 등장인물이다. 주인공 배이내뫼이넨과 경쟁관계에 있는 반동인물이다. 요우카하이넨은 배이내뫼이넨에게 패배한 뒤 누이 아이노를 배이내뫼이넨에게 보냈는데, 아이노는 늙어빠진 배이내뫼이넨과 결혼하느니 죽겠다며 물에 몸을 던져 죽고 말았다. 그 뒤로도 요우카하이넨은 배이내뫼이넨에 대한 경쟁심에 타올랐고 배이내뫼이넨의 사슴을 활로 쏘아 배이내뫼이넨을 포흐욜라의 물 속에 빠뜨렸다.